# Boris Pugo
Boris Karlovitj Pugo (lettisk: Boriss Pugo, russisk: Бори́с Ка́рлович Пу́го; født 19. februar 1937 i Tver, død 22. august 1991 i Moskva) var en sovjetisk kommunistisk politiker.
Pugo var født ind i en lettisk familie af kommunister, som forlod Letland efter den lettiske krig for uafhængighed. Pugos familie vendte tilbage til Letland efter at landet annekteredes af Sovjetunionen i 1940.
Pugo dimitterede fra Rigas Polytekniske Institut i 1960 og arbejdede i forskellige stillinger i Komsomol, det kommunistiske parti og den sovjetiske regeringsadministration siden da, både i Lettiske SSR og i Moskva. Disse stillinger omfattede mellem 1960 og 1984 blandt andet generalsekretær for Lettiske SSRs Komsomols centralkomité, sekretær for Sovjetunionens Komsomols centralkomité, førstesekretær for Rigas kommunistiske partis bykomité samt formand for KGB i Lettiske SSR. Pugo var også førstesekretær for Lettiske SSRs Kommunistparti fra den 14. april 1984 til den 4. oktober 1988.
Mellem 1990 og 1991 var Pugo Sovjetunionens indenrigsminister. Han deltog i Augustkuppet i 1991, og begik kort efter selvmord. Han skød sin kone og derefter sig selv eftersom kuppet var mislykkedes. Adskillige medier, herunder Moscow Times og Time Magazine, har kastet tvivl omkring omstændighederne for Pugos selvmord, med antydelser af selvmordet i virkeligheden var et mord.